# Harun al-Raschid und die junge Beduinin
Harun al-Raschid und die junge Beduinin ist eine Erzählung aus den Geschichten aus Tausendundeiner Nacht. In der Arabian Nights Encyclopedia wird als ANE 215 gelistet (→ Tausendundeine Nacht – Liste der Geschichten).
In der Erzählung verliebt sich der fünfte Abbasiden-Kalif Harun al-Raschid (766–809, reg. 786–809) in eine Beduinin.

## Handlung
Eines Tages zog der Kalif Harun al-Raschid mit seinem Wesir, dem Barmakiden Dscha'far ibn Yahya, des Weges einher, als sie einer Schar junger Beduinen-Frauen begegneten, die an einer Wasserstelle Wasser holten. Eines der Mädchen sprach ein anderes in wohlklingenden Versen an, die der Kalif hörte und seinen Gefallen fanden. Da fragte er das Mädchen, ob sie diese Verse selbst gedichtet hatte, was sie bejahte. Weiter fand er heraus, dass sie die Tochter des Häuptlings des Beduinenstammes war; zudem stellte er sich dem Mädchen vor, die vor dem Kalifen ehrfürchtig auf den Boden ging. Harun al-Raschid gab seinem Wesir Dscha'far die Anweisung, dass er sich mit dem Mädchen vermählen wolle. Dscha'far ging zum Vater des Mädchens, der die Erlaubnis zur Hochzeit gab und Harun al-Raschid ehelichte die junge Beduinin, die zu seiner liebsten Gemahlin wurde.
Nach einiger Zeit starb der Vater des Mädchens und der Kalif musste seiner Gattin die traurige Nachricht überbringen. Noch bevor er die Worte ausgesprochen hatte, legte das Mädchen ihre prachtvollen Gewänder ab, zog Trauergewänder an und wehklagte um ihren Vater. Als der Kalif sie fragte, wie sie die Kunde erfahren hatte, erwiderte sie, dass sein Antlitz es ihr verraten hatte, denn nie zuvor habe sie ihn so bedrückt gesehen und um niemanden hatte sie mehr Angst als um ihren betagten Vater. Der Kalif tröstete seine Gattin, die lange um ihren Vater trauerte und dann ebenfalls starb.

## Hintergrund
Die Geschichte findet sich in den ägyptischen Manuskripten und den meisten frühen arabischen Druckfassungen. Auf die Kalkutta-II-Edition griffen Richard Francis Burton und Enno Littmann zurück.
Die Erzählung findet sich außerhalb von Tausendundeine Nacht-Kontexten in I'lam al-Nas von Muhammad Diyab al-Atlidi (17. Jahrhundert, Nr. 64).

## Ausgaben
- Richard Francis Burton: Arabian Nights, Burton Club, 1900 (Erstausgabe 1885–1888), Band 7, S. 108–110.
- Enno Littmann: Die Erzählungen aus den tausendundein Nächten, Insel Verlag, Frankfurt 1968 (Erstausgabe 1922–1928), 6 Bände (Kalkutta-II-Edition), Band 4, S. 638–641.